# Konvertiplan
Konvertiplan (av engelska: convertiplane) är aerodyner som startar vertikalt som rotorplan men sedan övergår till horisontalflykt i luften. Fédération Aéronautique Internationale (FAI) definierar konvertiplan som aerodyner vilka använder rotorkraft för vertikal start och landning likt ett rotorplan men som konverterar till fast bärplanslyftkraft i luften för normalflykt.
Det finns flera metoder som konvertiplan använder för konvertering i luften, exempelvis:
- Tiltrotor
- Tiltvinge